# Dolophilodes commata
Dolophilodes commata là một loài Trichoptera trong họ Philopotamidae. Chúng phân bố ở miền Cổ bắc.